# Rybno (Powiat Działdowski)
Rybno [ˈrɨbnɔ] (deutsch Rybno, 1942–1945 Rübenau) ist ein Dorf im Powiat Działdowski (Kreis Soldau) der Woiwodschaft Ermland-Masuren in Polen. Es ist Sitz und Namensgeber der Gmina Rybno (Landgemeinde Rybno/Rübenau).

## Geographische Lage
Das Dorf liegt am Rybno-See (polnisch Jezioro Rybnieńskie) im Norden des Welski Park Krajobrazowy („Landschaftspark Welle“) mit dem Fluss Welle (polnisch Wel) im Südwesten der Woiwodschaft, etwa  20 Kilometer östlich der einstigen Kreisstadt Neumark (Westpr.) (polnisch Nowe Miasto Lubawskie) und 22 Kilometer nordwestlich der Stadt Działdowo (deutsch Soldau) sowie 60 Kilometer südwestlich von Woiwodschaftshauptstadt Olsztyn (Allenstein).

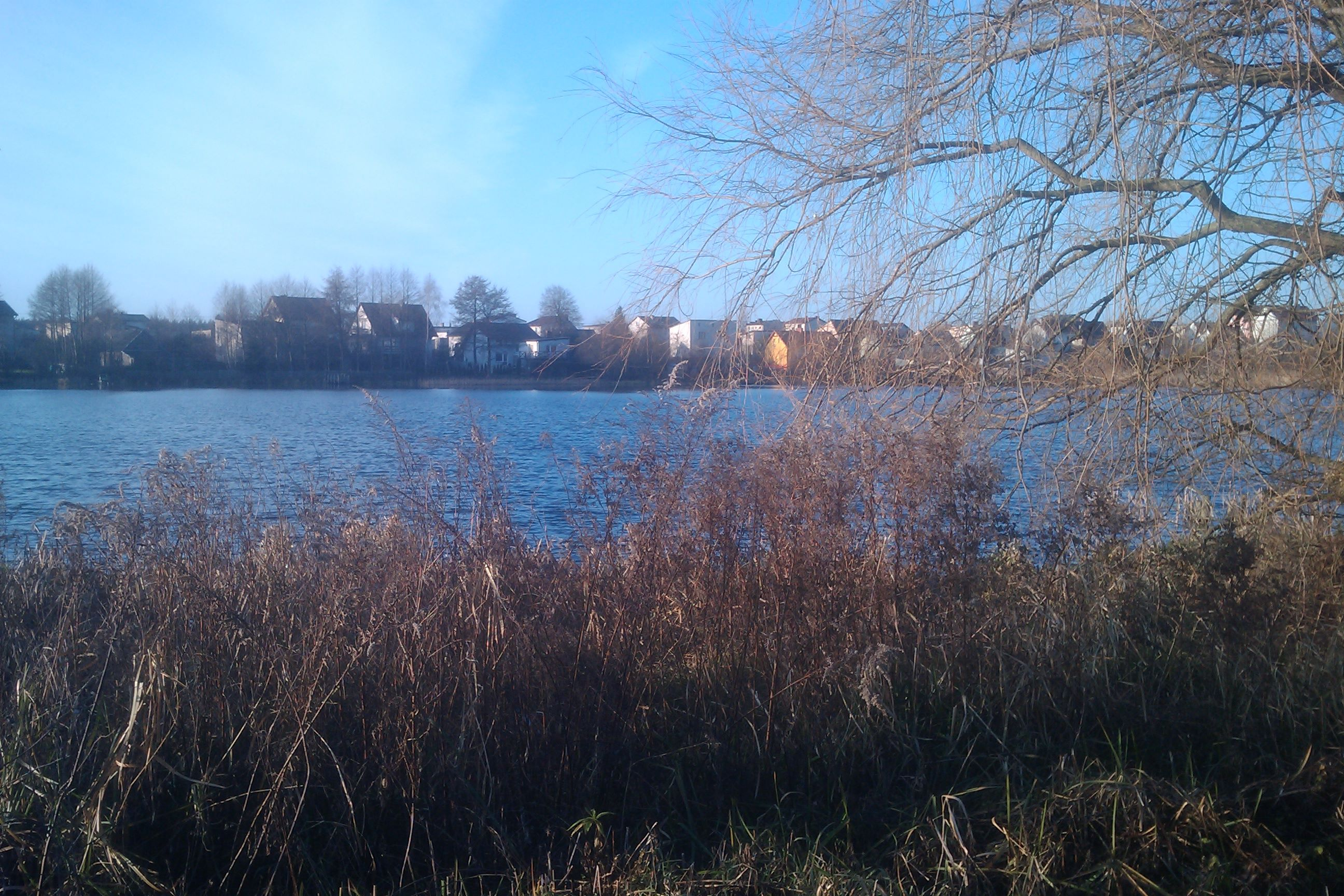
Blick auf den Rybno-See

|  |

## Geschichte

### Ortsgeschichte
Im Jahr 1789 wird Rybno als ein an einem See gelegenes königliches Dorf mit 31 Feuerstellen (Haushaltungen) bezeichnet, das zum Domänenamtsbezirk Löbau (polnisch Lubawa) gehört.
Am 19. Juli 1874 wurde Rybno Amtsdorf und namensgebend für einen Amtsbezirk im Kreis Löbau (Westpreußen) im Regierungsbezirk Marienwerder in der preußischen Provinz Westpreußen des Deutschen Reichs. Zum Amtsbezirk Rybno, der bis 1920 bestand, gehörten sechs Dörfer:
| Deutsche Name | Polnischer Name |  | Deutscher Name | Polnischer Name |
| ------------- | --------------- |  | -------------- | --------------- |
| Eichwalde     | Dębień          |  | Naguszewo      | Naguszewo       |
| Gronowo       | Gronowo         |  | Rumian         | Rumian          |
| Jeglia        | Jeglia          |  | Rybno          | Rybno           |

Nach Ende des Ersten Weltkriegs musste der Kreis Löbau mit dem Dorf Rybno aufgrund der Bestimmungen des Versailler Vertrags zum Zweck der Einrichtung des Polnischen Korridors an Polen abgetreten werden. Das erfolgte am 10. Januar 1920. Die Dörfer des Amtsbezirks Rybno wurden in die neu errichtete polnische Landgemeinde Rybno eingegliedert.
Als Folge des Überfalls auf Polen 1939 kam das Territorium völkerrechtswidrig an das Reichsgebiet. Am 24. Oktober 1940 entstand ein neuer Amtsbezirk Rybno. Dieser Amtsbezirk, der entsprechend dem Dorf Rybno 1942 in „Amtsbezirk Rübenau, Kreis Neumark (Westpr.)“ umbenannt wurde, bestand bis 1945 mit den – am 25. Juni 1942 oftmals umbenannten – Dörfern:
| Deutscher Name                                                         | Polnischer Name |  | Deutscher Name                                       | Polnischer Name |
| ---------------------------------------------------------------------- | --------------- |  | ---------------------------------------------------- | --------------- |
| Eichwalde 1942–1945: Eichwalde, Kreis Neumark (Westpr.)                | Dębień          |  | Naguschewo bis 1920: Naguszewo, 1942–1945: Nagelstal | Naguszewo       |
| Groschken                                                              | Groszki         |  | Rumian 1942–1945: Ramnitz                            | Rumian          |
| Hartowitz 1942–1945: Hartwitz                                          | Hartowiec       |  | Rybno 1942–1945: Rübenau                             | Rybno           |
| Jeglin bis 1920: Jeglia, 1942–1945: Tanneberg, Kreis Neumark (Westpr.) | Jeglia          |  | Truszczyn 1942–1945: Heikenwalde                     | Truszczyny      |
| Koparniarze 1942–1945: Koppenau                                        | Koparniarze     |  |                                                      |                 |

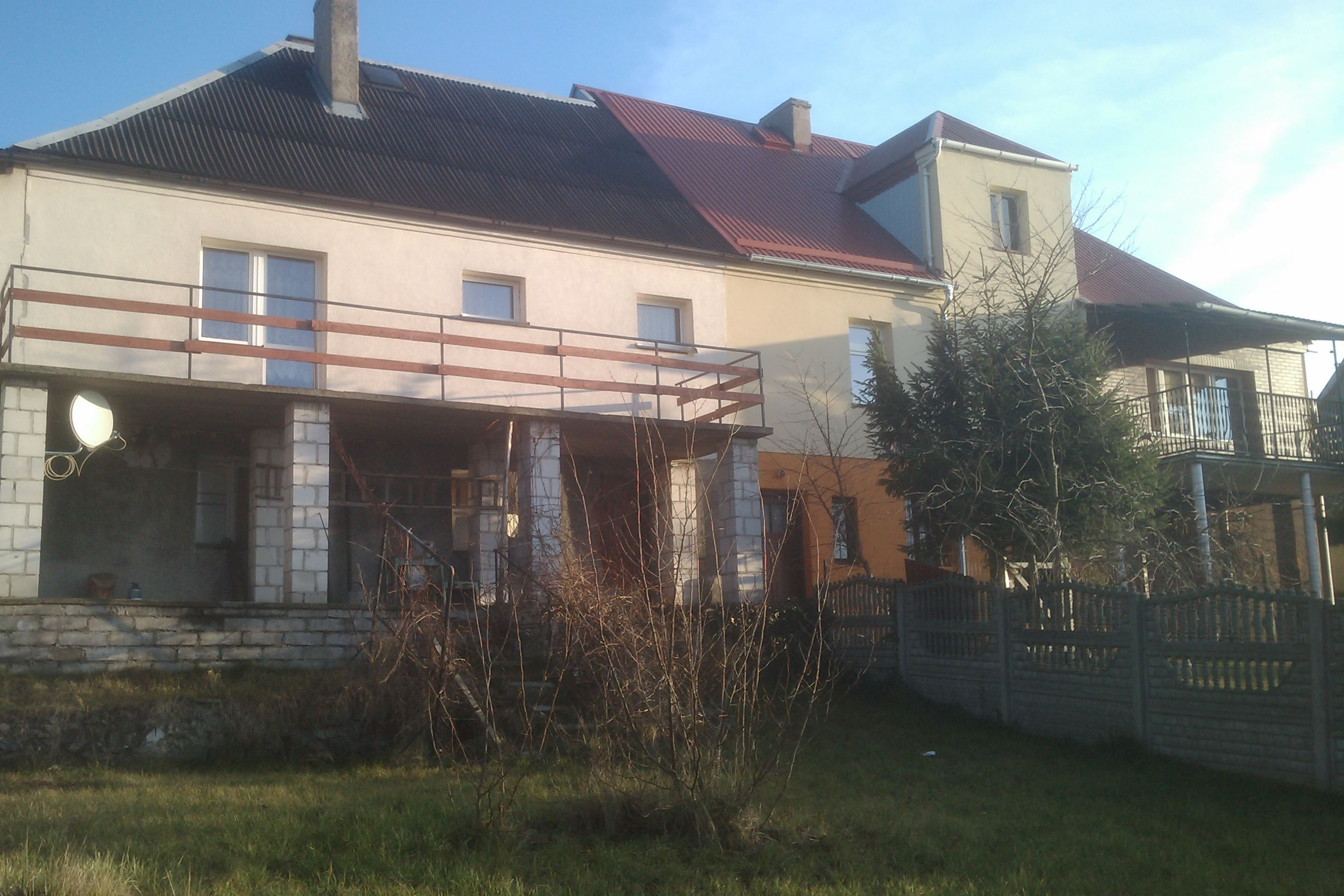
Mehrfamilienhaus in Rybno

Der  1942 in Kreis Neumark (Westpr.) umbenannte Kreis Löbau mit Rybno gehörte bis 1945 zum Reichsgau Danzig-Westpreußen. Gegen Ende des Zweiten Weltkriegs wurde die Region im Januar 1945 von der Roten Armee besetzt und kam wieder an Polen.
Rübenau erhielt wieder seine frühere deutsche/polnische Namensform und ist heute der Verwaltungssitz der Gmina Rybno (Landgemeinde Rybno) im Powiat Działdowski (Kreis Soldau) und der Woiwodschaft Ermland-Masuren zugehörig. Im Jahre 2011 zählte das Dorf Rybno 2621 Einwohner.

### Bevölkerungsentwicklung  bis 1945
| Jahr | Einwohner | Anmerkungen                              |
| ---- | --------- | ---------------------------------------- |
| 1816 | 132       | [ 6 ]                                    |
| 1852 | 419       | [ 7 ]                                    |
| 1864 | 523       | davon 10 Evangelische und 513 Katholiken |
| 1905 | 937       | [ 9 ]                                    |
| 1910 | 961       | [ 10 ]                                   |

## Kirche

### Kirchengeschichte
Vor 1945 war Rybno in die evangelische Kirche Löbau in der Kirchenprovinz Westpreußen der Kirche der Altpreußischen Union sowie in die römisch-katholische Kirche in Rybno, bis 1929 in Rumian (1942 bis 1945 Ramnitz, polnisch Rumian), eingepfarrt.
Heute ist Rybno katholischerseits wieder selbständiger Pfarrsitz und zugleich Sitz eines Dekanats in der Region Brodnica (Strasburg) des Bistums Toruń (Thorn). Evangelischerseits ist Rybno zur Pfarrei der Erlöserkirche Działdowo (Soldau) hin orientiert, die eine Filialgemeinde mit der Jesuskirche Lidzbark (Lautenburg) betreut, die Rybno am nächsten liegt. Sie gehört zur Diözese Masuren der Evangelisch-Augsburgischen Kirche in Polen.

### Röm.-kath. Pfarreiorte
Zur Pfarrei Rybno gehören:
| Polnischer Name | Deutscher Name                                                    |
| --------------- | ----------------------------------------------------------------- |
| Jeglia          | Jeglia 1939–42: Jeglin, 1942–45: Tanneberg, Kr. Neumark (Westpr.) |
| Kopaniarze      | Kopaniarze 1942–45: Koppenau                                      |
| Kostkowo        | Kosten                                                            |
| Rybno           | Rybno 1942–45: Rübenau, Kr. Neumark (Westpr.)                     |
| Wery            | Werry                                                             |

### Röm.-kath. Dekanat Rybno
In das „Dekanat Rybnieński“ im Bistum Toruń sind acht Pfarreien eingegliedert:
| Polnischer Name | Deutscher Name              |  | Polnischer Name | Deutscher Name                                  |
| --------------- | --------------------------- |  | --------------- | ----------------------------------------------- |
| Boleszyn        | Bolleschin                  |  | Mroczno         | Mroczno 1942–45: Moschen, Kr. Neumark (Westpr.) |
| Grodziczno      | Grodziczno 1942–45: Grodden |  | Rumian          | Rumian 1942–45: Ramnitz                         |
| Hartowiec       | Hartowitz 1942–45: Hartwitz |  | Rybno           | Rybno 1942–45: Rübenau, Kr. Neumark (Westpr.)   |
| Koszelewy       | Groß Koschlau               |  | Zwiniarz        | Zwiniarz 1942–45: Schweinichen                  |

## Gemeinde Rybno
Zur Landgemeinde (polnisch Gmina wiejska) Rybno gehören das Dorf selbst und 19 weitere Dörfer mit Schulzenämtern (sołectwa) sowie weitere Orte.

## Verkehr

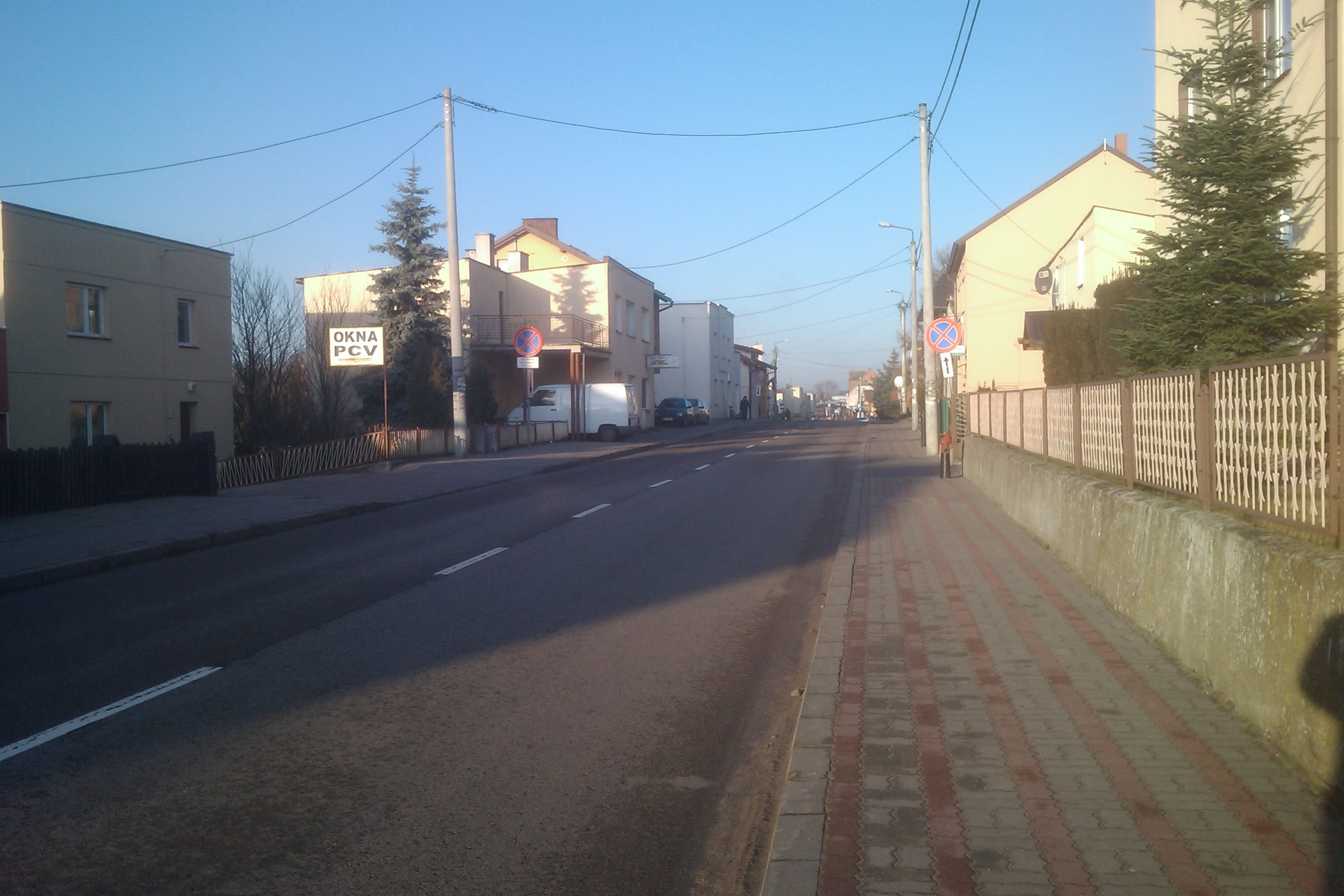
Die DW 538 (ul. Wyzwolenia) in Rybno

### Straße
Rybno liegt an der verkehrsreichen Woiwodschaftsstraße 538, die die Woiwodschaft Kujawien-Pommern mit der Woiwodschaft Ermland-Masuren verbindet. Die Nebenstraßen 1267N (Richtung Norden) und 1274N (Richtung Süden) stellen  Verbindungen in die Nachbargemeinden her.

### Schiene
Rybno ist unter der Bezeichnung „Rybno Pomorskie“ eine Bahnstation an der Bahnstrecke Danzig–Warschau.